# 大江巳之助 (4代目)
大江 巳之助（おおえ みのすけ、本名：大江 武雄、1907年（明治40年）5月4日 - 1997年（平成9年）1月24日）は、徳島県鳴門市出身の人形製作者。撫養中学（現徳島県立鳴門高等学校）中退。
2009年現在、文楽で用いられている人形の首(かしら)の大部分は彼が製作したものである。

## 経歴
板野郡大津村大代（現鳴門市大津町大代）の人形師の二男として生まれる。1930年（昭和5年）に人形師見習いとして大阪文楽座に入る。同年8月に美之助（のちに巳之助）四代目大江巳之助を襲名。
1969年に学術功労者として徳島県知事表彰、1971年に紫綬褒章、1974年に第十回キワニス文化賞、1976年に吉川英治文化賞、徳島県文化賞、1982年に勲四等瑞宝章、1988年に文楽協会功労者表彰、1990年に国際ソロプチミスト千嘉代子賞、第三回文化庁長官賞、鳴門市市民栄誉賞など、数々の賞を受賞している。

## 親族
- おおえまさのり - 長男。作家、翻訳者、映像作家。[1]